# Florence, England
Florence är en stadsdel i Stoke-on-Trent, i distriktet Stoke-on-Trent, i grevskapet Staffordshire, i England. Florence var en civil parish från 1894 till 1896 då den blev en del av Longton.